# Harris Jacob Bixler

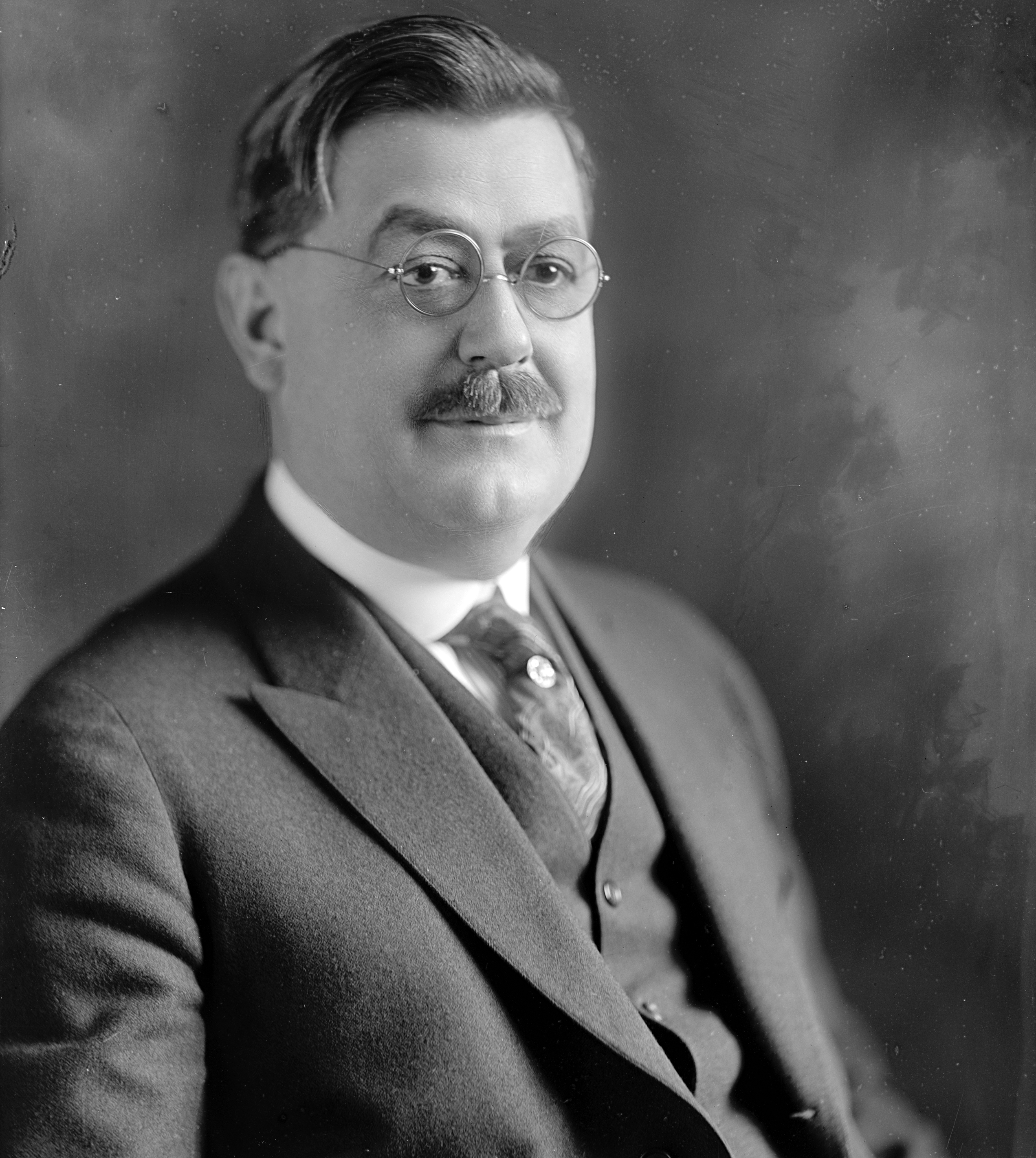
Harris Jacob Bixler

Harris Jacob Bixler (* 16. September 1870 in New Buffalo, Perry County, Pennsylvania; † 29. März 1941 in Johnsonburg, Pennsylvania) war ein US-amerikanischer Politiker. Zwischen 1921 und 1927 vertrat er den Bundesstaat Pennsylvania im US-Repräsentantenhaus.

## Werdegang
Harris Bixler besuchte die öffentlichen Schulen seiner Heimat und die Lock Haven State Normal School. Zwischen 1878 und 1892 unterrichtete er im Perry und im Clinton County als Lehrer. Danach absolvierte er das Potts Business College in Williamsport. Ab 1892 war er in Johnsonburg ansässig, wo er im Versand arbeitete. Später wurde er auch im Handwerk und Bankengewerbe tätig. Dabei wurde er Direktor bei der Johnsonburg National Bank. Von 1900 bis 1904 war er Vorsitzender des Gemeinderats in Johnsonburg; von 1904 bis 1910 leitete er den dortigen Bildungsausschuss. Außerdem war er zwischen 1908 und 1912 Bürgermeister dieser Stadt. Von 1916 bis 1920 fungierte er als Sheriff im Elk County.
Politisch war Bixler Mitglied der Republikanischen Partei. Von 1916 bis 1925 war er deren Bezirksvorsitzender im Elk County. Im gleichen Bezirk war er in den Jahren 1920 bis 1922 Kämmerer. Bei den Kongresswahlen des Jahres 1920 wurde er im 28. Wahlbezirk von Pennsylvania in das US-Repräsentantenhaus in Washington, D.C. gewählt, wo er am 4. März 1921 die Nachfolge von Willis James Hulings antrat. Nach zwei Wiederwahlen konnte er bis zum 3. März 1927 drei Legislaturperioden im Kongress absolvieren. Im Jahr 1926 wurde er von seiner Partei nicht mehr zur Wiederwahl nominiert.
Nach dem Ende seiner Zeit im US-Repräsentantenhaus betätigte sich Harris Bixler im Frachtgeschäft und in der Landwirtschaft. Er starb am 29. März 1941 in Johnsonburg und wurde in Duncannon beigesetzt.